# Woman, Why Do You Weep
Woman, Why Do You Weep? Circumcision and Its Consequences (Mulher, por que você está chorando? A circuncisão e suas conseqüências) é um livro da médica sudanesa Asma El Dareer sobre a mutilação genital feminina no Sudão. Publicado em Londres pela Zed Press em associação com a Associação Científica Babiker Bedri para Estudos da Mulher, o livro resume a pesquisa que El Dareer conduziu sobre mutilação genital feminina (MGF) para a faculdade de medicina da Universidade de Cartum . 
O livro inclui informações da pesquisa El Dareer de 1977-1981 com mais de 3.000 mulheres nos estados sudaneses com alta prevalência da forma mais grave de MGF. Foi a primeira pesquisa em larga escala de mulheres submetidas a esses procedimentos. 

## Marco
Em 1946, durante o condomínio anglo-egípcio no Sudão (1899-1955), os britânicos baniram a MGF tipo III ( infibulação ), uma proibição amplamente ignorada. O tipo III foi e continua sendo predominante no Sudão. Conhecido no país como "circuncisão faraônica", o procedimento envolve remover os lábios internos e parte dos lábios externos e costurar a vulva fechada, deixando um pequeno buraco para a passagem de urina e sangue menstrual. A vagina abre um pouco (com o pênis ou uma faca) para o sexo, abre mais para o parto e fecha novamente mais tarde. Fechar a vagina após o parto, e talvez antes de um novo casamento, é conhecido como reinfibulação. 

## Sinopse

### Pesquisa
El Dareer entrevistou 3.210 mulheres e 1.545 homens em cinco estados sudaneses: Nilo Azul, Darfur, Kasala, Cartum e Kordofan. Dos 3.210, 98% (3.171) disseram ter sofrido mutilação genital feminina e 83.13% (2.636) disseram ter sofrido circuncisão faraônica. Outros 12,17% (386) relataram ter uma forma intermediária de mutilação genital feminina e 2,5% (80) disseram ter o Tipo Ia, a remoção do capuz do clitóris, conhecido nos países na prática como sunna . As 69 mulheres restantes não conseguiram descrever seu procedimento.

### Tipologia
O livro descreve três formas de circuncisão faraônica: "clássica", "modernizada" e uma forma mais severa praticada no Cordofão. O "clássico" é eliminar a glande do clitóris, os lábios interno e externo, e fundir os dois lados. Os espinhos foram usados no centro e no norte do Sudão, enquanto no leste, adesivos (como açúcar, papel de ovo e cigarros) foram deixados na ferida por 3 a 15 dias. As pernas da menina ficam atadas no tornozelo, joelhos e coxas por 15 a 40 dias A forma "modernizada" é a mesma, exceto que apenas parte dos lábios externos são removidos e a ferida é suturada; Era geralmente realizado por parteiras treinadas com anestesia, e as pernas das meninas eram unidas por sete dias.

### Preferências
Das 3.210 mulheres, 59% disseram preferir uma das formas graves (faraônica ou intermediária), enquanto 64% dos homens preferiram sunna, a forma mais branda 